# Dariusz Szewczyk (radiowiec)
Dariusz Wojciech Szewczyk (ur. 25 kwietnia 1954 w Grójcu, zm. 16 września 2023 w Łodzi) – działacz społeczny i kulturalny, prezes Radia Łódź (2006–2010, 2016–2021).

## Życiorys
Ukończył studia na Wydziale Mechanicznym Politechniki Łódzkiej, a także studia podyplomowe w Szkole Głównej Gospodarstwa Wiejskiego w Warszawie. Karierę radiową rozpoczął w Studenckim Radiu Żak. Od 1991 pracował w Radiu Łódź, na początku jako inżynier, następnie dyrektor ds. techniczno-administracyjnych, a później prezes (2006–2010, 2016–2021). W ramach pracy w radiu był współtwórcą Radiowej Filharmonii „NEW ART” oraz plebiscytu „Łodzianin Roku”.
Był prezesem Sadowniczego Zakładu Doświadczalnego w Brzeznej (2012–2017), prezesem Fundacji „Pokolenia Plus”, wiceprezesem Stowarzyszenia Jazzowego „Melomani”, członkiem Fundacji Serce dla Serc Centralnego Szpitala Klinicznego Uniwersytetu Medycznego w Łodzi, przewodniczącym Rady Politechniki Łódzkiej (2018–2020), członkiem Rady Politechniki Łódzkiej (2021–2023), dyrektorem ds. merytorycznych w Muzeum Archeologicznym i Etnograficznym w Łodzi. Działał również na rzecz Związku Harcerstwa Polskiego oraz był członkiem wspierającym Związek Inwalidów Wojennych Rzeczypospolitej Polskiej, a także Honorowym członkiem Związku Podhalan.
Należał Porozumienia Centrum oraz Polskiego Stronnictwa Ludowego (do 2006).
Syn Władysława i Eugenii. Został pochowany w części rzymskokatolickiej Starego Cmentarza w Łodzi.

## Odznaczenia
- Srebrny Krzyż Zasługi[13] (2006) – „za wzorowe, wyjątkowo sumienne wykonywanie obowiązków wynikających z pracy zawodowej”[16]
- Złoty Krzyż Zasługi (2018) – „z zasługi w działalności na rzecz kultywowania narodowych tradycji i kształtowania patriotycznych postaw”[6][11][8]
- Medal 100-lecia Odzyskania Niepodległości
- Odznaka „Za Zasługi dla Miasta Łodzi” (2021)[9][8]
- Krzyż „Za zasługi dla związku”, nadany przez Związek Inwalidów Wojennych RP[9]